# Могильщик-хищник
Могильщик-хищник (Nicrophorus predator) — вид жуков-мертвоедов из подсемейства могильщиков.

## Описание
Длина тела 14,5-22 мм. Булава усиков двухцветная — основной членик чёрный, а вершинные членики оранжево-красного цвета. Переднеспинка трапециевидной формы. Надкрылья чёрного цвета с двумя красными перевязями. Передняя из них не разделена по шву надкрылий чёрной полосой, а задняя — разделена чёрной полосой по шву. Эпиплевры заднегруди одноцветные. Заднегрудь покрыта волосками жёлтого цвета. Брюшко опушено коричневыми волосками. Пигидий светло-коричневого цвета. Задние голени прямые.

## Ареал
Распространён на юге Восточной Сибири, в Приамурье, Приморье, на северо-востоке Китая и на Корейском полуострове обитает номинативный подвид. Подвид N. p. insularis обитает на Сахалине и Курильских островах, а также, вероятно, встречается и на севере Японских островов (Хоккайдо).

## Биология
Является некрофагом: питается падалью как на стадии имаго, так и на личиночной стадии. Жуки закапывают трупы мелких животных в почву и проявляют развитую заботу о потомстве — личинках, подготавливая для них питательный субстрат. Из отложенных яиц выходят личинки с 6 малоразвитыми ногами и группами из 6 глазков с каждой стороны. Хотя личинки способны питаться самостоятельно, жуки-«родители» растворяют своими пищеварительными ферментами ткани трупа, готовя для них питательный «бульон». Это позволяет личинкам быстрее развиваться.